# Indywidualne Mistrzostwa Polski w Zapasach 1979

## Mistrzostwa Polski w Zapasach1979

### Mężczyźni
- styl wolny

32. Mistrzostwa Polski – x – x 1979, Katowice
- styl klasyczny

49. Mistrzostwa Polski – x – x 1979, Rzeszów

## Medaliści

### Mężczyźni

#### Styl wolny
| Kategoria:   | Złoto:                            | Srebro:                               | Brąz:                                      |
| 48 kg        | Jan Falandys Stal Rzeszów         | Władysław Olejnik Lotnik Wrocław      | Edward Worek GKS Tychy                     |
| 52 kg        | Tadeusz Kudelski Gwardia Warszawa | Andrzej Kudelski Gwardia Warszawa     | Roman Ratayczyk LKS Ceramik Krotoszyn      |
| 57 kg        | Władysław Stecyk Grunwald Poznań  | Wiesław Kończak Lotnik Wrocław        | Marek Maćkowiak Grunwald Poznań            |
| 62 kg        | Jan Szymański Piast Sieradz       | Mirosław Jędrzejczak AZS-AWF Warszawa | Mirosław Skrzypkowski Agrokompleks Kętrzyn |
| 68 kg        | Stanisław Chiliński Plon Milicz   | Marian Filipowicz Boruta Zgierz       | Dariusz Ćwikowski GKS Tychy                |
| 74 kg        | Ryszard Ścigalski Górnik Zabrze   | Władysław Kozłowski Budowlani Łódź    | Piotr Lazar Slavia Ruda Śląska             |
| 82 kg        | Henryk Mazur Gwardia Warszawa     | Leszek Ciota Mazowsze Teresin         | Michał Busse Budowlani Łódź                |
| 90 kg        | Tomasz Busse ŁKS Łódź             | Jerzy Pionka MKS Dąbrowa Górnicza     | Witold Ciemierz GKS Tychy                  |
| 100 kg       | Bogdan Naumowicz Lotnik Wrocław   | Jerzy Kachniarz Gwardia Warszawa      | Edward Żmudziejewski Stal Rzeszów          |
| ponad 100 kg | Adam Sandurski Stal Rzeszów       | Piotr Kosmowski GKS Tychy             | Paweł Gawrysiak Boruta Zgierz              |

#### Styl klasyczny
| Kategoria:   | Złoto:                                 | Srebro:                          | Brąz:                                     |
| 48 kg        | Wiesław Kuciński Wisłoka Stomil Dębica | Ryszard Szyper GKS Katowice      | Dariusz Kowalczyk Cement Gryf Chełm       |
| 52 kg        | Roman Kierpacz GKS Katowice            | Witold Małdachowski GKS Katowice | Zbigniew Górecki Wisłoka Stomil Dębica    |
| 57 kg        | Piotr Michalik Siła Mysłowice          | Czesław Stanjek Siła Mysłowice   | Józef Wojciechowski Wisłoka Stomil Dębica |
| 62 kg        | Józef Lipień Wisłoka Stomil Dębica     | Krzysztof Pięta Śląsk Wrocław    | Józef Kaleta Pogoń Ruda Śląska            |
| 68 kg        | Kazimierz Lipień Wisłoka Stomil Dębica | Stanisław Barej Unia Racibórz    | Czesław Kowalik GKS Katowice              |
| 74 kg        | Andrzej Supron GKS Katowice            | Wiesław Dziadura Legia Warszawa  | Andrzej Franas Pafawag Wrocław            |
| 82 kg        | Jan Dołgowicz GKS Katowice             | Bogdan Merkel Pogoń Ruda Śląska  | Władysław Szybowski Wisłoka Stomil Dębica |
| 90 kg        | Czesław Kwieciński Siła Mysłowice      | Jan Strzałkowski Siła Mysłowice  | Roman Wrocławski Wisłoka Stomil Dębica    |
| 100 kg       | Henryk Bierła GKS Katowice             | Jerzy Choromański GKS Katowice   | Bogusław Dąbrowski Zagłębie Wałbrzych     |
| ponad 100 kg | Henryk Tomanek GKS Katowice            | Zygmunt Andrecki Siła Mysłowice  | Marek Galiński Pafawag Wrocław            |